# ویسلسات
ویسلسات (به فرانسوی: Ouisselsate) یک کومون در مراکش است که در استان ورززات واقع شده‌است. ویسلسات ۱۵٬۳۶۱ نفر جمعیت دارد.